# 小行星8763
小行星8763（英語：8763 Pugnax）是一颗围绕太阳公转的小行星。1971年3月26日，C. J. 万·豪敦、I. 万·豪敦-格勒内费尔德、T. 赫雷爾斯在帕洛马山发现了此天体。
这颗小行星的绝对星等为289.4667052411093等。